# Bogoboj Atanacković
Bogoboj Atanacković (cyr. Богобој Атанацковић; ur. 10 czerwca 1826 w Bai, zm. 28 sierpnia 1858 tamże) – serbski pisarz i prawnik.

## Życiorys
Ukończył prawo na Uniwersytecie Wiedeńskim. Był zwolennikiem serbskiego myśliciela Vuka Karadžicia. Jako pisarz wzorował się na niemieckim sentymentalizmie. Uważany jest za prekursora serbskiego romantyzmu. Znał się z Ljudevitem Gajem.

## Wybrane dzieła
(opracowano na podstawie materiału źródłowego)
- Bunjevka
- Dva idola (1851–1852)